# 恋愛漫画はややこしい
『恋愛漫画はややこしい』（れんあいまんがはややこしい、英題：LOVE MANGA TYPHOON!!　劇場公開タイトル：恋愛漫画はややこしい～集まれ！恋する妄想族～）は、kingdomentertainment製作のもと2014年5月10日に公開された日本映画。

## スタッフ
- プロデューサー：斉藤新平
- テーマ曲：糸井重里作詞・ツダユキコ作曲「で、きみは？」